# تيريزا غالاغير
تيريزا غالاغير (بالإنجليزية: Teresa Gallagher)‏ هي مقدمة تلفزيونية وممثلة أمريكية وبريطانية، ولدت في 1 مارس 1971 في نيويورك في الولايات المتحدة.

## أعمال

### مسلسلات
- عالم غامبول المدهش
- فيفي والزهرات الصغيرات

## وصلات خارجية
- تيريزا غالاغير على موقع IMDb (الإنجليزية)
- تيريزا غالاغير على موقع ميوزك برينز (الإنجليزية)
- تيريزا غالاغير على موقع ديسكوغز (الإنجليزية)
- تيريزا غالاغير على موقع قاعدة بيانات الفيلم (الإنجليزية)
- تيريزا غالاغير على موقع ANN person (الإنجليزية)